# Feral Interactive
Feral Interactive is een Brits ontwikkelaar van computerspellen voor Android, iOS, Linux, macOS, Nintendo Switch en Windows. Het bedrijf werd opgericht in 1996 om games naar het Mac OS-platform te brengen en is gespecialiseerd in het porteren van games naar verschillende platformen.
Feral ging partnerschappen aan met uitgevers als Square Enix Europe, 2K Games, Sega Europe, Warner Bros. Interactive Entertainment en Codemasters om hun games te porten naar platformen die de uitgevers zelf niet ondersteunen. Enkele naar Linux en Mac OS (later macOS) geporteerde games zijn die uit de Total War-, Batman: Arkham- en Tomb Raider-series. Feral biedt zijn games aan via de Mac App Store, Steam, Epic Games Store en zijn eigen Feral Store.